# La Vengeance de la femme en noir
Pour plus de détails, voir Fiche technique et Distribution.
La Vengeance de la femme en noir  est un film québécois de Roger Cantin produit en 1997. Ce film constitue la suite de L'assassin jouait du trombone, produit en 1991.

## Synopsis
Augustin Marleau est un comédien qui a un talent fou… pour se faire détester. Déjà, dans son aventure précédente, L'Assassin jouait du trombone, il a failli servir de bouc émissaire à un dangereux criminel et à un inspecteur de police aussi ambitieux qu'étroit d'esprit. Aujourd'hui qu'il pense enfin revenir à une vie normale, les éternels ennemis de Marleau reviennent à la charge. D'abord, l'inspecteur de police, un dénommé Giuseppe Grasselli, s'obstine à faire de lui le coupable d'une énigmatique affaire d'enlèvements. Ensuite, le sophistiqué et névrotique criminel dont il a autrefois fait échouer les machinations, Edouard Elkin, veut absolument se venger. Il a d'ailleurs beau jeu pour le faire, puisqu'il est maintenant conseiller en affaires criminelles auprès d'une association de malfaitrices composée de femmes riches mais désœuvrées qui veulent mettre du piquant dans leurs vies en commettant des crimes parfaits. L'enlèvement de leurs maris, par exemple. Maris qu'on ne reverra plus jamais par la suite, cela va de soi. Le pauvre Marleau n'a pas idée de ce qui se trame dans son dos. Évidemment, sa naïveté l'amène à provoquer malheurs sur malentendus et courir de gaffes en gaffes, jusqu'à ce que le hasard lui donne la solution de l'énigme. Mais encore là, Marleau devra payer de sa personne parce que, pour lui, rien n'est jamais si simple !

## Fiche technique
- Titre original : La Vengeance de la femme en noir
- Réalisation : Roger Cantin
- Scénario : Roger Cantin
- Musique : Milan Kymlicka
- Direction artistique : Vianney Gauthier
- Décors : Anna Galea
- Costumes : Francesca Chamberland
- Coiffure : Dario Lapointe
- Maquillage : Christiane Fattori
- Photographie : Alain Dostie
- Son : Serge Beauchemin, Tim Archer, Rick Ellis
- Montage : Richard Comeau
- Production : Franco Battista, Elisabeth-Ann Gimber
- Société de production : Allegro Films
- Sociétés de distribution : Allegro Films
- Budget : 3,8 millions de dollars[1]
- Pays d'origine :  Canada
- Langue originale : français
- Format : couleur
- Genre : comédie policière
- Durée : 109 minutes
- Dates de sortie :
  - Canada : 17 mars 1997  (première - Cinéma Loews à Montréal)
  - Canada : 28 mars 1997  (sortie en salle au Québec)
  - Canada : 22 août 2006  (DVD)

## Distribution
- Germain Houde : Augustin Marleau, comédien généralement en chômage
- Marc Labrèche : Édouard Elkin, conseillier en affaires criminelles
- Raymond Bouchard : Giuseppe Grasselli, inspecteur de police
- Normand Lévesque : Paul Leboeuf, capitaine de police
- Julie Saint-Pierre : la comtesse, aventurière
- Anaïs Goulet-Robitaille : Josée Marleau, la fille d'Augustin Marleau
- France Castel : Florence
- Claude Desparois : le voyou philosophe
- Rodrigue Proteau : le crâne rasé
- Micheline Lanctôt : la réalisatrice
- Alexis Martin : la « conscience positive »
- Raymond Cloutier : M. de la Poivrière
- Claude Préfontaine : M. Lacroix, l'agent d'artistes
- Han Masson : Mme de la Poivrière
- Anne Létourneau: Mme Bouchard Dupont-Levis
- Emma de Linières : Mme de Bailliencourt
- Céline Lomez : Mme Malamour
- Natalie Choquette: Gulia Primadona, la cantatrice
- Ghyslain Tremblay : conducteur du camion-citerne